# Abraham Gotthelf Kästner
Abraham Gotthelf Kästner (ur. 27 września 1719 w Lipsku, zm. 20 czerwca 1800 w Getyndze) – niemiecki matematyk, autor epigramatów.

## Życiorys

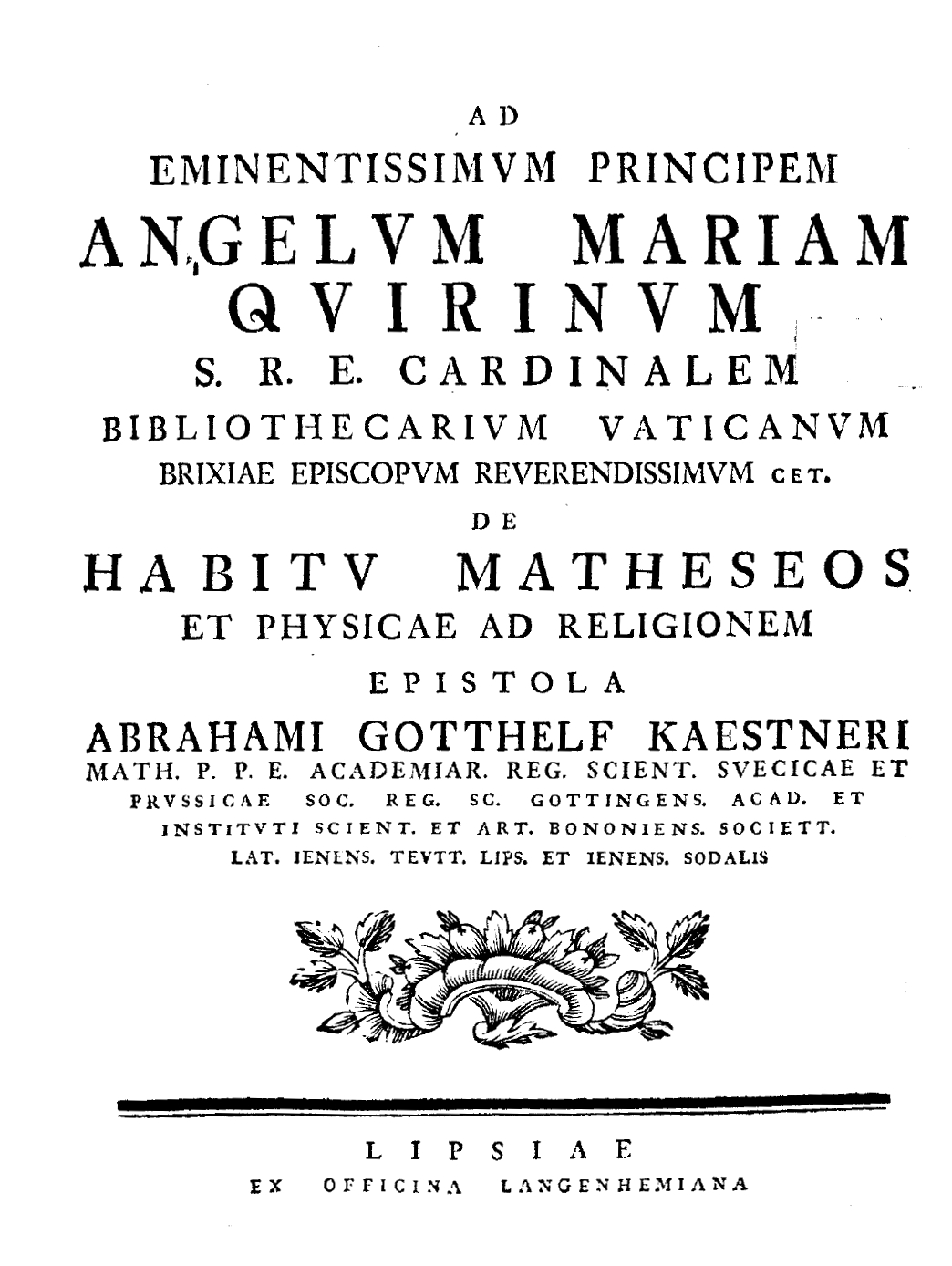
De habitu matheseos et physicae ad religionem, 1752

Studiował na Uniwersytecie w Lipsku od 1731 m.in. prawo, filozofię, fizykę, matematykę i metafizykę. Po uzyskaniu habilitacji w 1739 został wykładowcą, a w 1746 profesorem. W 1756 został mianowany profesorem filozofii naturalnej i geometrii na Uniwersytecie w Getyndze, od 1763 był również dyrektorem obserwatorium astronomicznego.
Abraham Kästner koncentrował się na przygotowaniu publikacji encyklopedycznych i podręczników, wydał m.in. Anfangsgründe der Mathematik (Fundamenty matematyki) (Getynga 1758–1769, 4 tomy) oraz Geschichte der Mathematik (Historia matematyki) (Getynga 1796–1800, 4 tomy). Był członkiem Królewskiej Szwedzkiej Akademii Nauk i tłumaczył jej publikacje na język niemiecki. Wśród jego licznych uczniów i doktorantów byli m.in. Georg Christoph Lichtenberg, Johann Christian Polycarp Erxleben, Johann Pfaff, Johann Tobias Mayer, Heinrich Wilhelm Brandes, Farkas Bolyai (ojciec Jánosa Bolyai) i Georg Klügel.
Obok pracy naukowej Kästner był również poetą, tworzył epigramaty, odznaczające się ciętym humorem i dotyczące współczesnych autorowi osobistości. Wydał m.in. Vermischten Schriften 1 i 2, (Altenburg 1783, 2 tomy), po jego śmierci opublikowano Gesammelten poetischen und prosaischen schönwissenschaftlichen Werken (Berlin 1841, 4 tomy).